# Мати, Райнхольд
Райнхольд Мати (нем. Reinhold Mathy; род. 12 апреля 1962, Мемминген) — немецкий футболист, нападающий. Наиболее известен по выступлениям за мюнхенскую «Баварию». Завершил карьеру из-за травм в 1993 году.

## Карьера
В 1979 году попал в молодёжную команду мюнхенской «Баварии». Дебютировал за основной состав годом позже в игре против «Бохума». В сезоне 1980/81 дважды выходил на замену, оба раза сумев отличиться. По итогам чемпионата «Бавария» завоевала чемпионский титул.
В следующем сезоне провёл за клуб 17 матчей. Играл в финале Кубка чемпионов, в котором «Бавария» уступила «Астон Вилле» со счётом 0:1.

В сезоне 1983/84 сыграл за клуб 22 матча, выиграв свой второй чемпионский титул и став обладателем кубка. В сезоне 1984/85 забил 7 мячей в чемпионате и вновь стал чемпионом страны.
Сезон 1985/86 принёс ещё один дубль — победы в чемпионате и кубке. В матче Кубка чемпионов против «Аустрии» отметился хет-триком. На старте следующего сезона снова отличился в Европе — два мяча в ворота ПСВ в Кубке чемпионов позволили «Баварии» пройти в следующий круг. В этом же сезоне в третий раз подряд стал чемпионом ФРГ, но из-за травмы пропустил вторую часть сезона, в том числе, финал Кубка чемпионов, в котором «Бавария» уступила «Порту».
После завершения сезона 1986/87 покинул «Баварию», перейдя в «Байер» из Крефельда, где его партнёрами по атаке были Штефан Кунц и Марсель Витечек.

В 1990 году перешёл в швейцарский «Веттинген», за который провёл два сезона. Затем вернулся в Германию, подписав контракт с «Ганновером». За него провёл 11 матчей и завершил карьеру из-за травм.

## Достижения
«Бавария»:
- Чемпион ФРГ: 1980/81, 1984/85, 1985/86, 1986/87
- Кубок ФРГ: 1981/82, 1983/84, 1985/86